# Eupithecia basifasciata
Eupithecia basifasciata là một loài bướm đêm trong họ Geometridae.